# Torsten (runristare)

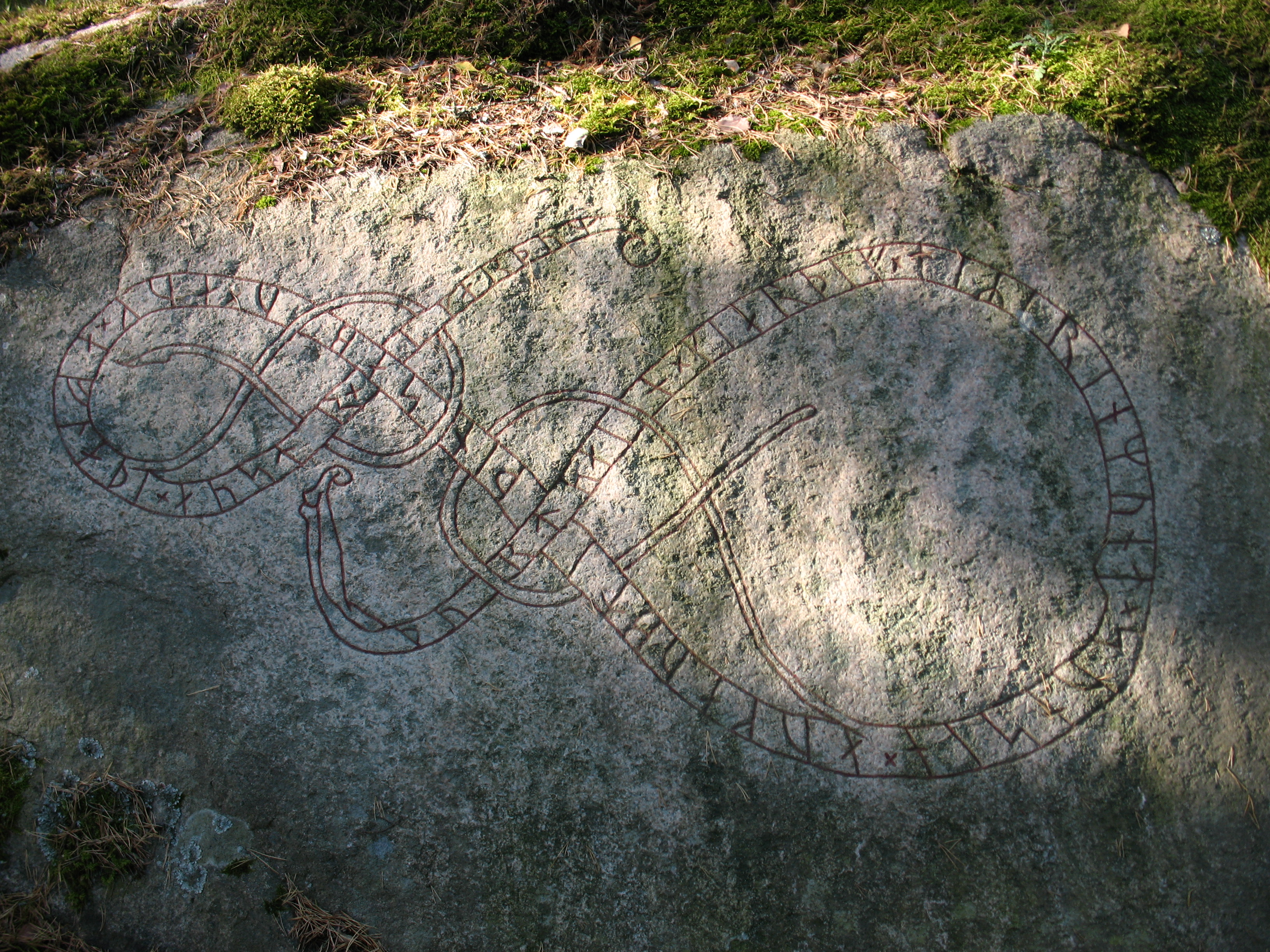
Runhäll U 209 i Veda, som Torsten signerat.

Torsten var en runristare som var verksam i Sverige kring 1000-talet.
Torsten har efterlämnat flera arbeten i Uppland. Endast två runhällar är signerade, men genom stil, ornamentik och ortografi har man kunnat fastställa honom som upphovsman till ett flertal runstenar.

## Signerade ristningar

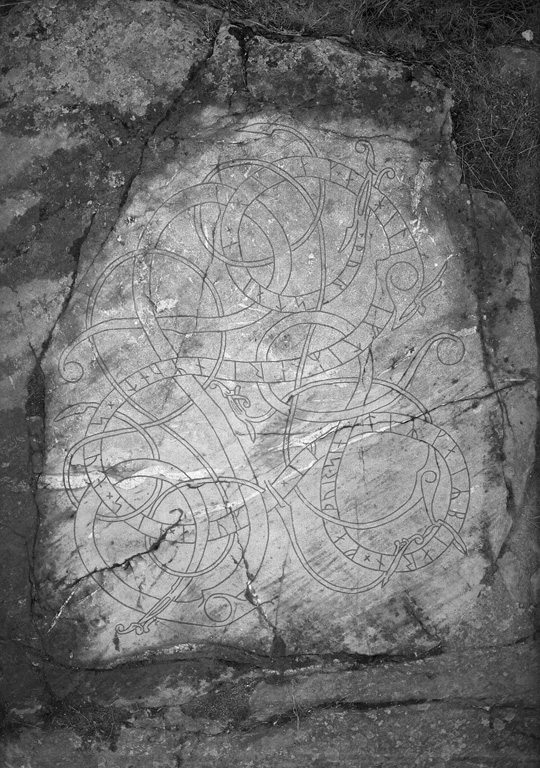
Runhäll U 360 i Gådersta norr om Stockholm

- U 209 i Veda, signerad:  þurtsain x kiarþif
- U 360 i Gådersta, signerad:  + þurstain x hiak x a hili

## Attribuerade ristningar
U 190, U 191†, U 325, U 352, U 364(?), U 509, U Fv1975;169, U NOR2003;23 samt troligen också U 515 och  försvunna ristningar i Gådersta: U 361†, 
U 362†, U 365†, U 366†(?) och i Broby U 506†; möjligen också fragmentet U 571.

## Karta över Torstens ristningar
Det framgår från ristningarna U 209 och U 360 att Gådersta har varit hans ärvda odaljord, medan Veda har utgjort ett senare förvärv. Gådersta hade varit en mycket runstensrik gård. Man känner till ytterligare sex runinskrifter från denna bebyggelseenhet (U 361–366). Ingen av dem har något direkt samband med Torstens släkt, men två av dem är utlandsfararstenar, varav en nämner resor i österled (U 366†). Den andra (U 363†) har varit rest efter Tjägn som fórs úti (utomlands), utan att platsen närmare specificerats. Torsten är alltså dokumenterad både som runristare och utlandsfarare, hans färder har gått i östlig riktning mot Gårdarike.
Torsten hade ett sammanhållet verksamhetsområde, begränsat av de två gårdar som han förmodligen har ägt. Märkligt är att ett så stort antal familjer figurerar på runstenarna på Gåderstas ägor. Magnus Källström uppger att Torsten har en mycket karakteristisk stil med lätt maniererad ornamentik, som har arrangerats i åttaformiga slingor. Rundjuret har långa utdragna former, men ett påfallande brett bröstparti och ett kort vinklat framben. Samma drag återfinns i de mindre ormfigurerna som är inflätade kring rundjuret, med undantag för att deras svansar är försedda med en knivbladsliknande avslutningar. Även runformerna är mycket speciella. U-runan har bistaven ansatt långt ned på huvudstaven, medan R-runan har en bistav som utgår från den övre ramlinjen ett stycke till höger om huvudstaven. Karakteristiskt är också att många runor är ganska kraftigt bakåtlutade och ibland rätt glest ristade.

## Familj
Torsten var son till Gerbjörn och far till Ärinmund.